# Софрино II
Софрино II — технический/служебный остановочный пункт Ярославского направления Московской железной дороги в посёлке городского типа Софрино Пушкинского района Московской области.
Платформа расположена в 1 километре от основной платформы станции Софрино в сторону от Москвы, но в границах станции Софрино.
Одна боковая платформа расположена на дополнительном пути с запада от главного хода, электрифицирована. Платформа рассчитана на 2 вагона и используется как оборотный тупик для электропоездов сообщением Москва-Пассажирская-Ярославская — Софрино. Из расписания движения исключена, но местные жители знают время отправления поезда от неё и ей пользуются.
Время возникновения и строительства платформы неизвестны, время модернизации — конец 1990-х.